# Пабіллоніс
Пабіллоніс (італ. Pabillonis, сард. Pabillonis) — муніципалітет в Італії, у регіоні Сардинія,  провінція Медіо-Кампідано.
Пабіллоніс розташований на відстані близько 410 км на південний захід від Рима, 55 км на північний захід від Кальярі, 16 км на захід від Санлурі, 16 км на північ від Віллачідро.
Населення — 2846 осіб (2014).
Щорічний фестиваль відбувається 5 серпня. Покровитель — Beata Vergine della Neve.

## Демографія
Населення за роками:

Станом на 1 січня 2023 року в муніципалітеті офіційно проживало 60 іноземців з 12 країн, серед них 6 громадян країн Євросоюзу та 5 громадян України.

## Сусідні муніципалітети
- Гонносфанадіга
- Гуспіні
- Могоро
- Сан-Гавіно-Монреале
- Сан-Ніколо-д'Арчидано
- Сардара